# 昂特·埃利艾森
昂特·埃利艾森（挪威語：Arnt Eliassen，1915年12月9日—2000年4月22日）是一位挪威气象学家，最早将数值分析应用于天气预报，1964年获卡尔-古斯塔夫·罗斯贝奖章，1996年获巴尔赞奖。